# Unione Politica Maltese
L'Unione Politica Maltese (in maltese: Unjoni Politika Maltija) è stato un partito politico di Malta costituitosi nel 1920 a seguito della fusione di due distinti soggetti politici: l'Associazione Politica Maltese e il Comitato Patriottico.
Su posizioni filo-italiane, si batté per l'utilizzo della lingua italiana nei documenti ufficiali, al pari dell'inglese; sostenne inoltre l'autorità della Chiesa cattolica.
Alle elezioni parlamentari del 1921, le prime della storia maltese, si affermò come il primo partito e il suo leader, Joseph Howard, divenne Primo ministro.
Nel 1926 confluì nel Partito Nazionalista.

## Risultati elettorali
| Elezione          | Elezione | Voti  | % | Seggi   |
| ----------------- | -------- | ----- | - | ------- |
| Parlamentari 1921 | Camera   | 7.999 |   | 14 / 32 |
| Parlamentari 1921 | Senato   | 1.635 |   | 4 / 17  |